# Jan Verkolje

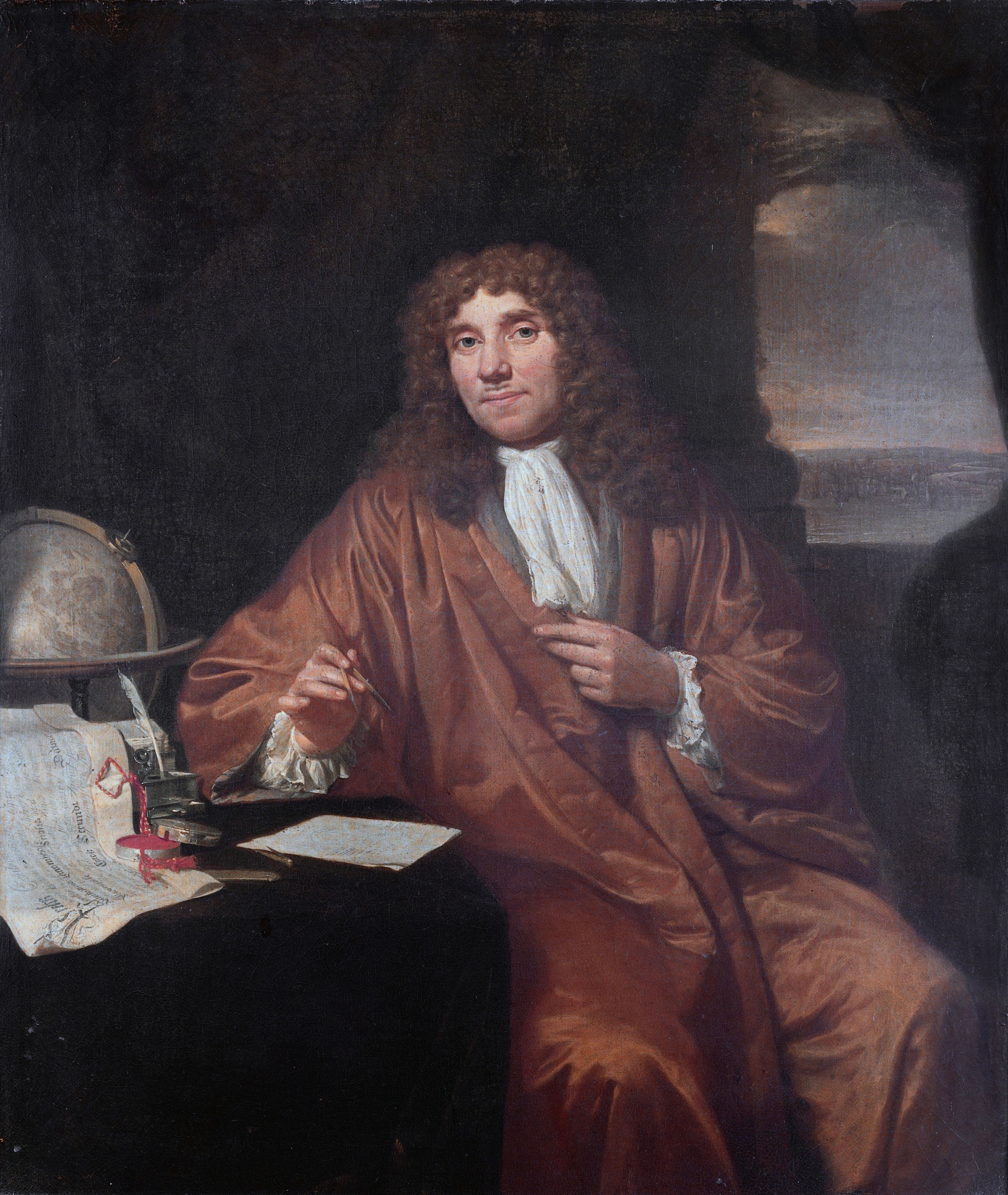
Anton van Leeuwenhoek, ca. 1670

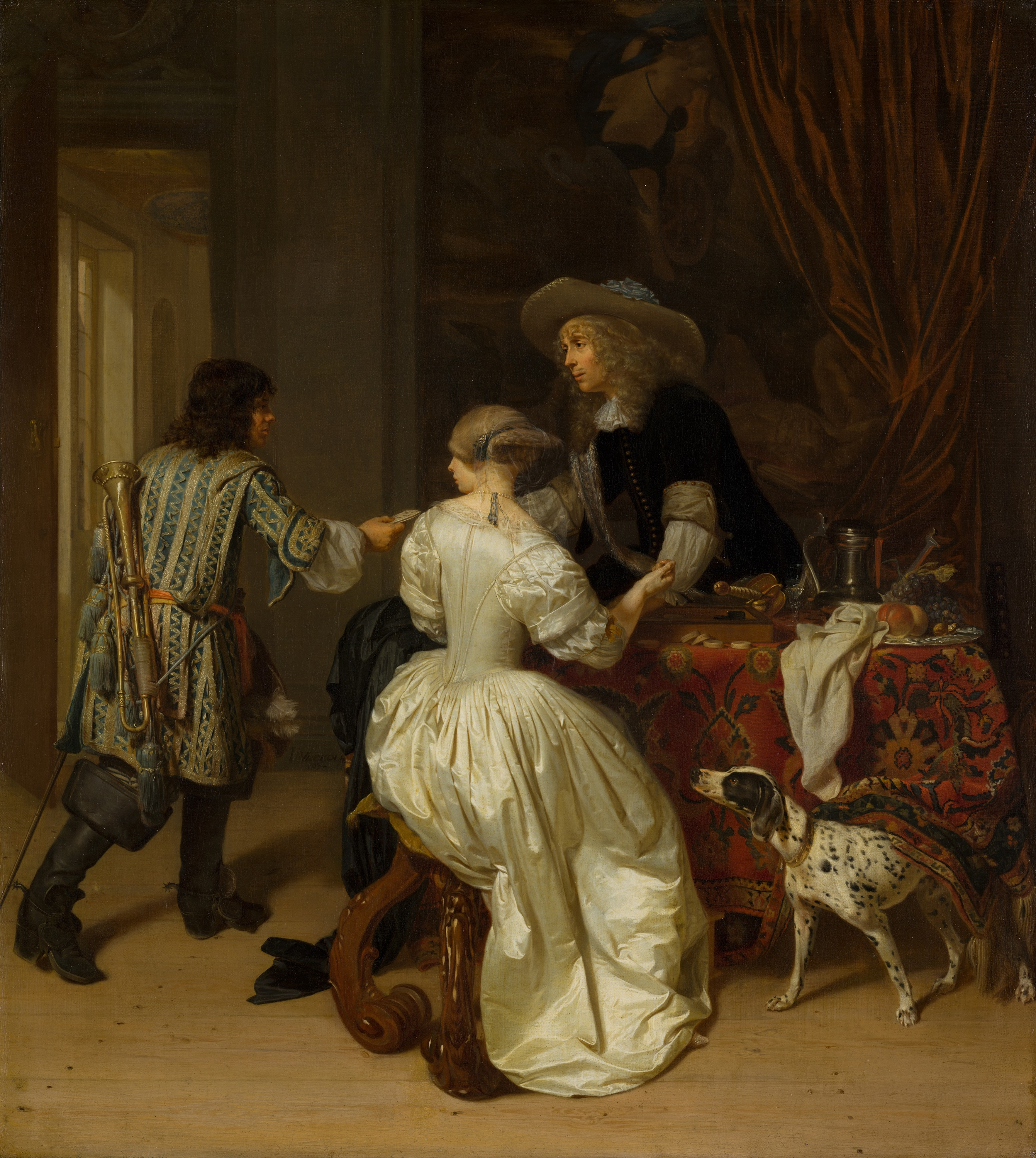
Il Messaggero, 1674

Johannes Verkolje, o Jan Verkolje (Amsterdam, 9 febbraio 1650 – Delft, 8 maggio 1693), è stato un pittore olandese.

## Biografia
Nacque ad Amsterdam, dove studiò con Jan Lievens (1607 – 1674). È ricordato per i suoi ritratti e per dipinti di genere. Da bambino ebbe un incidente e si ferì al tallone, per cui dovette stare a letto per mesi per contrastare l'infezione. Per passare il tempo a letto cominciò a disegnare, e apprese le tecniche del disegno da autodidatta. In seguito fu allievo di Gerard Pietersz van Zyl, detto Gerards, diventando così bravo nell'imitare il suo stile, che Jan Lievens gli chiese di terminare i quadri non finiti che aveva comprato dalla casa di Gerards dopo la sua morte. Questi venivano poi venduti come dipinti di Gerards.
Verkolje morì a Delft.
Suo figlio e allievo Nicolaes Verkolje (1673 Delft - 1746 Amsterdam) fu anch'egli pittore ed eseguì il ritratto di Gabriel Metsu.